# Antonia Gentry
Antonia Bonea Gentry, född 25 september 1997 i Atlanta i Georgia, är en amerikansk skådespelerska. Hon är mest känd för att spela rollen som Virginia "Ginny" Miller i Netflix-serien Ginny & Georgia. Hon medverkar också i den romantiska komedifilmen Candy Jar och superhjälteserien Raising Dion, även de på Netflix.
Gentrys mor är mörkhyad och kommer från Jamaica, medan hennes far är ljushyad. Hon tog examen från Emory University samma vecka som hon gjorde audition för serien Ginny & Georgia. Hon fick sedan en av huvudrollerna i serien, som släpptes på Netflix år 2021.

## Filmografi (i urval)

### Film
- 2018 – Candy Jar

### TV
- 2019 – Raising Dion (TV-serie)
- 2021–nutid – Ginny & Georgia (TV-serie)